# Bryum purpureolucidum
Bryum purpureolucidum là một loài rêu trong họ Bryaceae. Loài này được J. Froehl. mô tả khoa học đầu tiên năm 1955.